# Paróquia Santo Antônio (Ipanema)
A Paróquia Santo Antônio é uma circunscrição eclesiástica católica brasileira sediada no município de Ipanema, no interior do estado de Minas Gerais. Faz parte da Diocese de Caratinga, sendo sede da Forania de Ipanema, que abrange a outras cinco cidades (Conceição de Ipanema, Pocrane, Chalé, Mutum e Lajinha), além do distrito de Santo Antônio do Manhuaçu, do munícipio de Caratinga.
A instalação do curato se deu a 24 de julho de 1879, tendo a paróquia sido criada em 4 de novembro de 1880. Sua instituição canônica ocorreu a 28 de setembro de 1887. Segundo estimado em 2010, abrangia uma população de 17 916 habitantes em Ipanema e outros 3 357 em Taparuba, sendo dividida em 31 comunidades.
Trabalha à frente da paróquia, no ofício de pároco, o Pe. Celso Gonçalves de Souza. Coopera com os trabalhos pastorais da paróquia o Diácono Bruno Kened Ferreira.

## Lista de Párocos, Vigários e/ou Administradores Paroquiais.
- Maximiano João da Cruz.

- Roque Tito.

- Sócrates Collaro.

- João Passareli Sobrinho.

- Manoel do Nascimento Oliveira.

- João Maria Gonzalez.

- Antônio Ribeiro Pinto.

- Antônio Fortunato.

- Antônio Aurélio Corrêa.

- Baltazar Vieira da Silva.

- Abílio de Oliveira Ventura.

- Cândido Lizardo de Souza.

- Luis Ernesto.

- João Nonato do Amaral.

- João Leite de Resende.

- José Miguel Arantes.

- Carlos Greiner.

- Rivadávia Gomes da Silveira.

- Hermes Gomes da Silveira.

- Antônio Vieira Coelho.

- Antônio Custódio Braga.

- Ricardo Guilherme Bunzel.

- Francisco de Assis.

- Tomás de Jesus.

- Arcanjo Ruzzi.

- Carlos de São José.

- Rubéns Hosken Ferreira.

- Paulo Kupezyk.

- Elpides Andrade Franklin.

- Raul Motta de Oliveira.

- Odilon Guimarães Moreira.

- Paulo Mendes Peixoto.

- José Carlos de Oliveira.

- Wagner Augusto Soares Ferreira.[5]
- Antônio Feliciano Teixeira.
- Raimundo Turíbio da Costa.[6]
- Eguinaldo Mendes.
- Éder Mateus dos Santos.[7]
- José Pereira de Souza (Vigário Paroquial).
- Ely da Terra Cristo.[8]
- Malvino Roberto Pires Neto (Vigário Paroquial).[9]
- Evandro de Pádua Marcial (Vigário Paroquial).[10]
- Celso Gonçalves de Souza.[11]

## Comunidades Eclesiais
- Nossa Sra. Aparecida – Córrego do Ariranha.

- Nossa Sra. Aparecida – Córrego do Barreiro.

- Nossa Sra. Das Graças – Córrego do Cobrador.

- São Sebastião – Córrego do Caipora.

- Nossa Senhora. Aparecida – Córrego do Ingá.

- Nossa Senhora. Das Graças – Córrego do Triunfo (João Camilo).

- Nossa Senhora. Da Penha – Córrego da Bananeira.

- Nossa Senhora do Carmo – Córrego Santa Constância.

- São Sebastião – Córrego do Pacatito.

- Nossa Senhora. Aparecida – Córrego do Piabanha.

- Santo Emídio – Córrego do Limoeiro.

- Sant’Ana – Córrego Santana.

- Santo Expedito – Córrego das Laranjeiras.

- Nossa Sra. Aparecida – Córrego Santa Rosa.

- Santa Efigênia – Córrego das Laranjeiras.

- Santa Bárbara – Córrego Santa Bárbara.

- Imaculada Conceição – Córrego São Mateus.

- São Pedro – Córrego São Pedro.

- Sagrado Coração de Jesus – Córrego Santa Constância.

- Santa Cruz – Córrego Santa Cruz.

- São Sebastião – Córrego do Turvo.

- Santa Luzia – Córrego do Tabuleiro.

- São Sebastião e São José – Taparuba.

- São Sebastião – Três Barras.

- São José  - Cidade de Ipanema.

- São Francisco de Assis - Cidade de Ipanema.

- São Judas Tadeu - Cidade de Ipanema.

- Santa Terezinha - Cidade de Ipanema.

- São Sebastião - Cidade de Ipanema.

- Nossa Senhora das Graças - Cidade de Ipanema.

- Nossa Senhora Aparecida – Cidade de Ipanema.